# ديف آدمسون
ديف آدمسون (بالإنجليزية: Dave Adamson)‏ (7 مايو 1951 في المملكة المتحدة - ) هو لاعب كرة قدم بريطاني في مركز الدفاع. لعب مع نادي دونكاستر روفرز وغرانتهام تاون ‏ ودورهام سيتي ‏ ونادي ساوث شيلدز ‏ وHatfield Main F.C. ‏ ونادي بوسطن يونايتد.